# Merrill (Maine)
Merrill es un pueblo ubicado en el condado de Aroostook en el estado estadounidense de Maine. En el Censo de 2010 tenía una población de 273 habitantes y una densidad poblacional de 2,82 personas por km².

## Geografía
Merrill se encuentra ubicado en las coordenadas 46°9′49″N 68°13′54″O / 46.16361, -68.23167. Según la Oficina del Censo de los Estados Unidos, Merrill tiene una superficie total de 96.81 km², de la cual 96.73 km² corresponden a tierra firme y (0.07%) 0.07 km² es agua.

## Demografía
Según el censo de 2010, había 273 personas residiendo en Merrill. La densidad de población era de 2,82 hab./km². De los 273 habitantes, Merrill estaba compuesto por el 93.41% blancos, el 1.47% eran afroamericanos, el 4.4% eran amerindios, el 0% eran asiáticos, el 0% eran isleños del Pacífico, el 0% eran de otras razas y el 0.73% pertenecían a dos o más razas. Del total de la población el 1.1% eran hispanos o latinos de cualquier raza.